# Petite Lulu
Petite Lulu (en anglais Little Lulu) est une série de bande dessinée américaine créée en 1935 par Marge (pseudonyme de Marjorie Henderson Buell), dont le personnage principal est une petite fille dénommée « Lulu ». Sa première apparition a eu lieu dans le Saturday Evening Post du 23 février 1935 sous la forme d'une image unique montrant la petite Lulu en petite fille modèle à un mariage, jetant des peaux de bananes sur l'allée centrale pour faire chuter la demoiselle d'honneur.

Scène dA Bout With a Trout (1947).

## Adaptations à la télévision
- 1995-1999 : Et voici la petite Lulu (The Little Lulu Show), série télévisée d'animation canadienne
- 1976-1977 : Little Lulu and Her Little Friends, série télévisée animée japonaise

## DVD

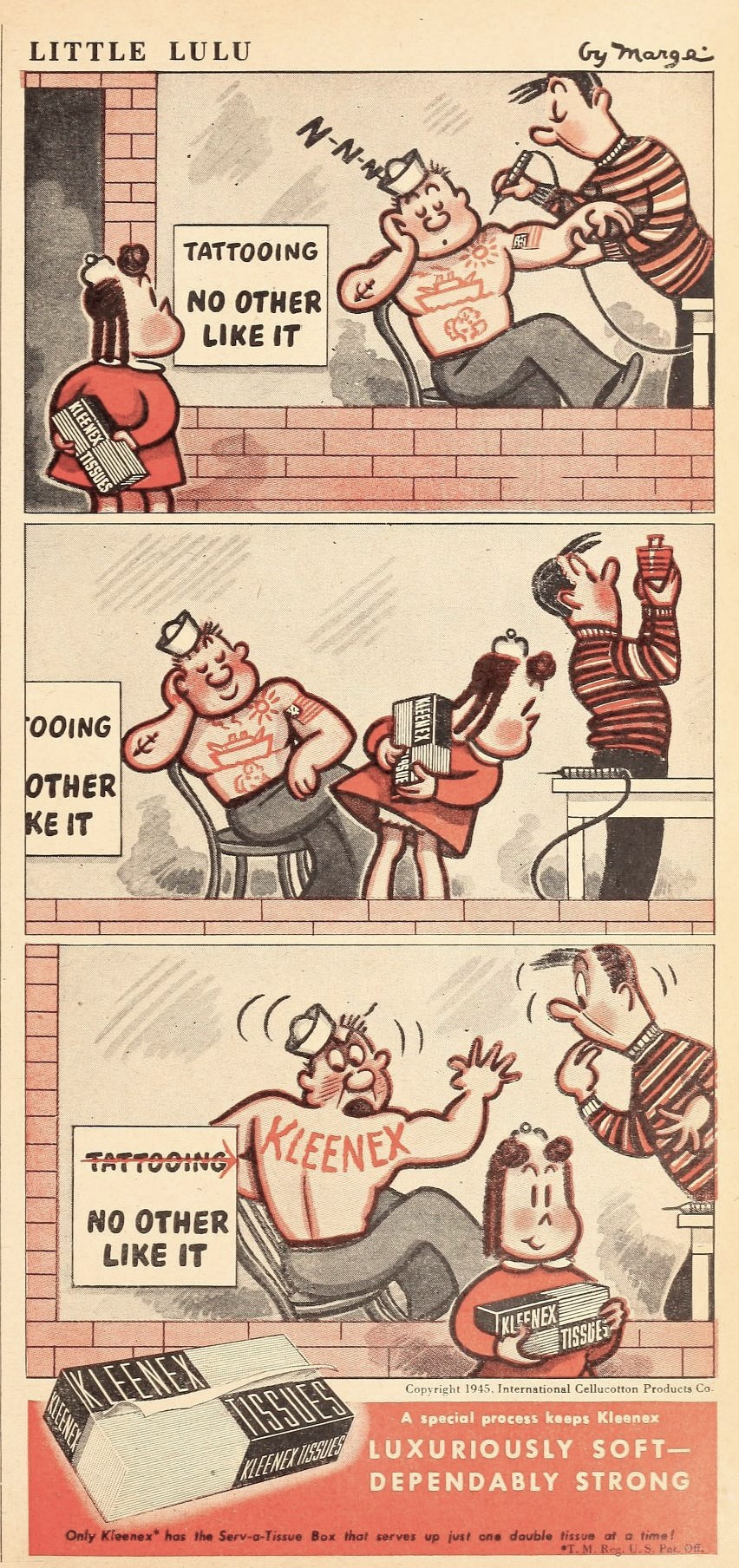
Little Lulu : Tatooing Kleenex, par Marge. Publicité pour la marque Kleenex sous la forme d'une BD avec le personnage de Petite Lulu (1946).

- 2005: Little Lulu La Petite Peste